# Шкутяк, Зиновий Васильевич
Зиновий Васильевич Шкутяк (укр. Зіновій Васильович Шкутяк, * 5 января 1948, с.Грабовка, Калушский район, Ивано-Франковская область) — украинский политик, депутат Верховной Рады Украины 5 и 6 созывов, член фракции Блока «Наша Украина - Народная самооборона» (НСНУ; с ноября 2007), член Комитета строительства, градостроения и жилищно-коммунального хозяйства и региональной политики (с декабря 2007), председатель подкомитета по вопросам жилищно-коммунального хозяйства (с января 2008). Заместитель председателя НСНУ (с марта 2007), председатель Ивано-Франковской областной организации НСНУ (с апреля 2005).

## Биография
Получил образование во Львовском политехническом институте, факультет технологии органических веществ (1965—1970), специальность инженер-химик-технолог.
октябрь 1970 — сентябрь 1975 года — мастер, затем начальник смены на Калушском химико-металлургическом комбинате.
с сентября 1975 — начальник смены, начальник отделения, июль 1977 — январь 1984 — начальник цеха, январь 1984 — ноябрь 1988 — заместитель начальника производственно-технического отдела, ноябрь 1988 — апрель 1990 — директор Ивано-Франковского завода тонкого органического синтеза.
апрель 1990 — март 1991 — председатель, март 1991 — июль 1992 — 1-й заместитель председателя  исполкома Ивано-Франковского горсовета народных депутатов.
июль 1992 — декабрь 1994 — 1-й заместитель главы Ивано-Франковской облгосадминистрации.
декабрь 1994 — июнь 1996 — заместитель председателя Ивано-Франковского облсовета по исполнительной работе, начальник председателя управления (департамента) экономики и промышленности, Ивано-Франковский облисполком.
июнь 1996 — апрель 1998 — вице-президент, президент, ЗАО «Региональное агентство экономического развития».
март 1998 — апрель 2006 — Ивано-Франковский городской голова. Член Совета НС «Наша Украина» (с марта 2005).
Народный депутат Украины 5-го созыва с конца мая 2006 года. Избран от партии «Наша Украина», № 80 в списке. Член Комитета по вопросам строительства, градостроительства и жилищно-коммунального хозяйства (с 07.2006), член фракции блока партий «Наша Украина» (с апреля 2006). Сложил депутатские полномочия 8 июня 2007 года.
Народный депутат Украины 6-го созыва с ноября 2007 года от блока «Наша Украина — Народная самооборона», № 51 в списке.
Член Национального совета по согласованию деятельности общегосударственных и региональных органов и местного самоуправления (с декабря 2000). Автор двух изобретений.

## Семья
Жена Надежда Петровна — работник регионального отделения «Госнадзорохрантруда»; дочь Зоряна — преподаватель Ивано-Франковского национального технического университета нефти и газа.

## Награды
Почётная грамота Кабинета министров Украины (август 2003).

## Сочинения
Соавтор трудов:
- «Использование опыта европейских стран для создания структуры содействия региональной экономике» (1997);
- «Как получить иностранную инвестицию» (1997);
- «Управление развитием сельской местности в рыночных условиях» (1997).